# 北海道南回新干线

北海道南回新干线的大致规划路线

北海道南回新干线（日语：／ Hokkaidō Minamimawari Shinkansen */?）是计划从北海道山越郡长万部町，经北海道室兰市附近，到北海道札幌市的高速铁路线(新干线)，属于基本计划路线之一。

## 概述
北海道南回新干线是根据《全国新干线铁道整备法》第四条第一项的规定制定的“确定开始建设新干线铁道路线基本计划”（1948年第466号告示）的基本计划新干线。自基本建设计划公示以来，尚未有任何开工的具体行动。这是一条与部分区间已经开通的北海道新干线不同的路线。

## 沿革
1969年（昭和44年）5月30日，内阁会议通过了“新全国综合开发计划”。其中，主要发展项目的构想包括“对于铁路，我们将尽快完成对青函隧道的调查，并推进建设。另外，还计划建设经过青函隧道到达札幌的新干线铁路，（中略）并将新干线铁路从札幌延长至道北，整备为北海道纵贯新干线铁路，同时还计划建设从道央到道东的北海道横断新干线铁路。”北海道也提出了建设几条新干线铁路的构想。
1970年（昭和45年）颁布了全国新干线铁道整备法。根据这项法律，与以增强日益紧张的干线运输能力为目的的东海道·山阳新干线不同，以经济发展和地区振兴为目的的新干线的建设得以进行。
1973年11月15日的运输省告示第466号，确定了包括北海道南回新干线在内的12条新干线的基本计划。该基本计划规定，北海道南回新干线以北海道山越郡长万部町为起点，室兰市附近为主要经过地，以札幌市为终点。

### 年表
- 1967年7月: 日本国有铁道发布了全国新干线网络的构想。
- 1969年新全国综合开发计划内阁会议决定。
- 1970年5月18日: 《全国新干线铁道整备法》颁布。
- 1973年11月15日: 昭和48年告示第466号，决定包括北海道南回新干线在内的12条新干线的基本计划。